# OpenAI

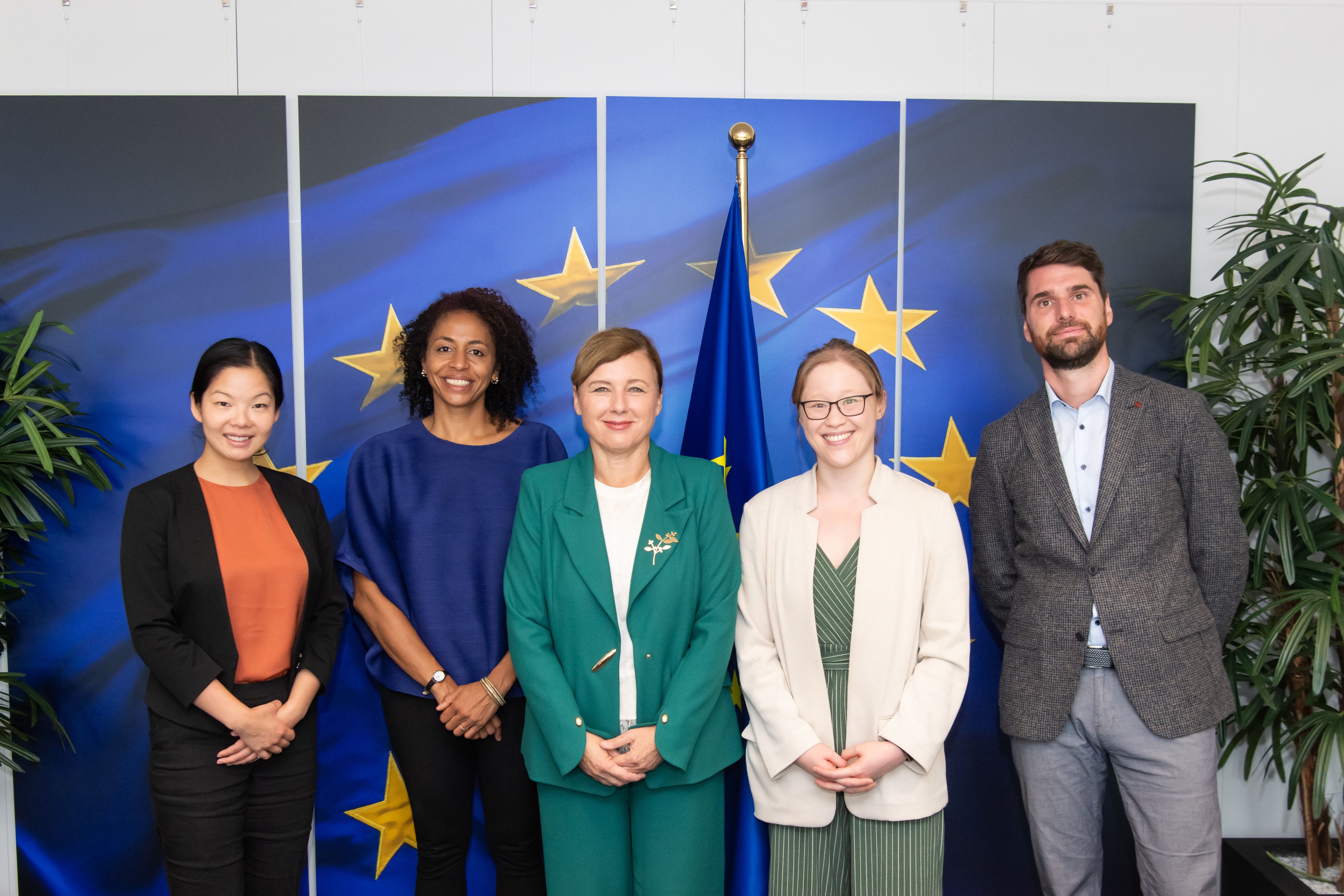
Visita dels representatius d'OpenAI a la Comisssió Europea.

OpenAI és un laboratori de recerca en intel·ligència artificial (IA) format per la corporació amb ànim de lucre OpenAI LP i la seva empresa matriu, la fundació OpenAI Inc. L'empresa, considerada com a competidora de DeepMind, realitza investigacions en el camp de la IA amb l'objectiu declarat de promoure i desenvolupar una IA amigable d'una manera que beneficiï la humanitat en el seu conjunt. L'organització va ser fundada a San Francisco a finals de 2015 per Elon Musk, Sam Altman i altres, que col·lectivament van prometre 1.000 milions de dòlars. Musk va renunciar al Consell d'administració el febrer de 2018, però va continuar invertint-hi. El 2019, OpenAI LP va rebre una inversió de 1.000 milions de dòlars de Microsoft.
El desembre de 2015, Elon Musk, Sam Altman i altres inversors van anunciar la formació d'OpenAI i van comprometre mil milions de dòlars més a l'empresa. L'organització va afirmar que "col·laborarien lliurement" amb altres institucions i investigadors fent que les seves patents i investigacions estiguin obertes al públic.
El 5 de desembre de 2016, OpenAI va llançar "Universe", una plataforma de programari per mesurar i entrenar la intel·ligència general d'una IA a través del subministrament mundial de jocs, llocs web i altres aplicacions.
El 2019, OpenAI va fer la transició d'organització sense ànim de lucre a una societat mercantil, amb un límit de beneficis establert en 100 vegades l'import de qualsevol inversió. La companyia va repartir capital entre els seus empleats i es va associar amb Microsoft, que va anunciar un paquet d'inversió de 1.000 milions de dòlars a l'empresa. Llavors, OpenAI va anunciar la seva intenció de llicenciar comercialment les seves tecnologies.
El desembre de 2022, OpenAI va rebre una àmplia cobertura mediàtica després de llançar una prova gratuïta de ChatGPT, el seu nou xatbot d'IA basat en GPT-3.5. Segons OpenAI, la prova gratuïta va rebre més d'un milió de registres durant els primers cinc dies. Segons fonts anònimes citades per Reuters el desembre de 2022, OpenAI preveia uns ingressos de 200 milions de dòlars per al 2023 i ingressos de 1.000 milions de dòlars per al 2024. A partir de gener de 2023, estava en converses per obtenir un finançament que valorarà l'empresa en 29.000 milions de dòlars.
Productes i aplicacions: Gym, RoboSumo, Debate Game, Dactyl, GPT, GPT-2, GPT-3, GPT-3.5, MuseNet, DALL-E, CLIP, Microscope, Codex, Five, GYM Retro, ChatGPT.

## Motius
Alguns científics, com Stephen Hawking i Stuart Russell, creuen que si la intel·ligència artificial avançada algun dia guanya la capacitat de redissenyar-se a un ritme cada cop major, una "explosió d'intel·ligència" imparable podria portar a l'extinció humana. Elon Musk caracteritza a la IA com la major amenaça existencial de la humanitat. Els fundadors d'OpenAI la van estructurar com una organització sense ànim de lucre perquè poguessin centrar la seva investigació en la creació d'un impacte humà positiu a llarg termini.
OpenAI afirma que "és difícil comprendre quan podria beneficiar a la societat la IA en l'àmbit humà", i que és igualment difícil comprendre "quan podria malmetre a la societat si es construís o s'usés incorrectament". La investigació sobre seguretat no es pot posposar: "a causa de la sorprenent història de la IA, és difícil preveure quan la IA en l'àmbit humà podria estar a l'abast". OpenAI afirma que la IA "ha de ser una extensió de les voluntats humanes individuals i, en l'esperit de la llibertat, es distribueixi de la manera més àmplia i equitativa possible...". El copresident Sam Altman espera que el projecte de dècades superi la intel·ligència humana.
Vishal Sikka, exdirector executiu d'Infosys, va declarar que una "obertura" on l'esforç "produiria resultats generals per a un major interès de la humanitat" era un requisit fonamental pel seu suport, i que OpenAI "s'alinea molt bé amb els nostres valors més antics" i el seu "esforç per fer un treball amb propòsit". Cade Metz de Wired suggereix que les empreses com Amazon poden estar motivades pel desig d'utilitzar dades i software de codi obert per anivellar el camp de joc contra corporacions com Google i Facebook que posseeixen grans quantitats de dades de propietat. Altman afirma que les companyies Y Combinator compartiran les seves dades amb OpenAI.

## Estratègia
Elon Musk planteja la pregunta "Què és el millor que podem fer per assegurar que el futur sigui bo? Podríem seure al marge o encoratjar la supervisió reguladora, o podríem participar amb l'estructura adequada amb persones que es preocupen profundament per desenvolupar la IA d'una manera segura i beneficiosa per la humanitat". Musk reconeix que "sempre hi ha algun risc que en tractar d'avançar la IA puguem crear el que ens preocupa"; això no obstant, la defensa més gran és "facultar a tantes persones com sigui possible per tenir IA. SI tots tenen poder d'IA, llavors no hi ha una única persona o un conjunt petit de persones que puguin tenir superpotència d'IA".
L'estratègia contraintuïtiva de Musk i Altman de tractar de reduir el risc que la IA provoqui un dany general, en oferir la IA a tothom, és controvertida entre aquells que estan preocupats pel risc existencial de la intel·ligència artificial. El filòsof Nick Bostrom és escèptic sobre l'enfocament de Musk: "Si tens un botó que podria fer coses dolentes al món, no vols donar-ho a tots". Durant una conversa sobre la singularitat tecnològica l'any 2016, Altman va dir que "no plantegem llançar al món tot el nostre codi font" i va mencionar un pla per "permetre que àmplies franges del món escollissin representats per una nova junta de govern". Greg Brockman va declarar que "el nostre objectiu en aquest moment és fer el millor que s'ha de fer. És una mica imprecís".

## ChatGPT

### Primer Model
OpenAI's GPT model ("GPT-1"), Alec Radford i companys van escriure l'article original sobre l'entrenament previ generatiu d'un model de llenguatge basat en transformadors, que es va publicar en versió preliminar a la web d'OpenAI l'11 de juny de 2018. Mitjançant l'entrenament previ en un corpus divers amb llargs trams de text continu, es va demostrar com un model de llenguatge generatiu pot aprendre sobre el món i processar dependències de llarg abast.

### Segon Model
GPT-2, el transformador preentrenat generatiu OpenAI model GPT-1 fou reemplaçat pel transformador preentrenat generatiu 2 (GPT-2). Inicialment, només unes poques versions de demostració de GPT-2 es van posar a disposició del públic després del seu anunci inicial el febrer de 2019. A causa de preocupacions sobre possibles abusos, inclús per part d'aplicacions per crear notícies falses, la versió completa de GPT-2 no es va llançar a l'instant. Alguns experts van qüestionar si GPT-2 representava una amenaça greu.
Amb una eina per identificar "notícies falses neuronals", l'Institut Allen d'intel·ligència artificial va respondre a GPT-2. Altres investigadors han expressat la seva preocupació quant a "la tecnologia per omplir completament Twitter, el correu electrònic i la web amb una prosa adequada al context que sembla raonable i que ofegaria qualsevol altre discurs i seria impossible de filtrar". OpenAI va posar a la seva disposició la versió completa del model de llenguatge GPT-2 el novembre de 2019.
Més endavant es van fer dos models més (GPT-3 i GPT-4). Actualment, Chat GPT ofereix la seva versió GPT-3.5 a tots els usuaris, en canvi, si es vol utilitzar GPT-4 cal pagar.

## MuseNet
MuseNet és una eina destacada que serveix per crear música a través de la intel·ligència artificial. Es tracta d'una xarxa neural profunda capaç de generar composicions musicals de fins a 4 minuts de duració, emprant fins a 10 instruments diferents i amb la possibilitat de combinar estils musicals que van des del country fins a Mozart. Publicada el 25 d'abril del 2019 pel laboratori de recerca OpenAI, aquesta xarxa no es va programar amb el nostre enteniment de música, sinó que va descobrir patrons d'harmonia, ritme i estil a través d'aprendre a predir el següent token en centenars de milers d'arxius MIDI.
MuseNet fa ús de la mateixa tecnologia no supervisada de propòsit general que GPT-2, un sistema que fa ús de la intel·ligència artificial per generar textos o àudio a través de predir el següent token en una seqüència.